# Masato Kudō
Masato Kudō (工藤 壮人 Kudō Masato?,  6 de mayo de 1990–21 de octubre de 2022) fue un futbolista japonés. Jugó de delantero con destacados pasos en el Brisbane Roar de la A-League y sobre todo en el Kashiwa Reysol de la J. League, siendo parte fundamental en uno de los periodos más exitosos en la historia del club, coronándose campeón de la J1 League, la Copa del Emperador, la Supercopa de Japón y la Copa Suruga.

## Carrera

### Vida personal e inicio
Nacido en el distrito de Suginami, se mudó al distrito de Adachi a la edad de 2 años. Influenciado por su hermano mayor, comenzó a praticar al fútbol alrededor de 3 años y se unió a las divisiones inferiores del Kashiwa Reysol mientras estudiaba en el 4.º grado de primaria.

### Vancouver Whitecaps
El 29 de diciembre de 2015, se anunció que Kudo fue fichado en definitivo por el Vancouver Whitecaps de la Major League Soccer. El 7 de mayo Kudo marcó su primer gol, ante el Portland Timbers, en la 10.ª jornada, y fue seleccionado en el "Team of the Week" en el sitio oficial de la MLS. Sin embargo, en el partido contra el Chicago Fire, el 10 de mayo, sufrió una grave lesión en la mandíbula, y quedó fuera por meses. Marcó 2 goles en 17 partidos en la temporada.

### Brisbane Roar
Tras su salida del Renofa Yamaguchi, tuvo pruebas en el Austria Klagenfurt de la segunda división de Austria, y el Zagłębie Sosnowiec de la segunda división de Polonia, pero fracasó en ambos. En una entrevista en julio de 2020, reveló que tuvo otras pruebas, en clubes de la cuarta división alemana y la segunda división checa, pero también fracasó.
El 10 de diciembre de 2020, se anunció que se uniría al Brisbane Roar. Sin embargo, medio año después de su incorporación, marcó 1 gol en 14 juegos y fue titular en solo 3 juegos, y el 7 de agosto de 2021 rescindió su contrato en mutuo acuerdo.

### Tegevajaro Miyazaki
El 7 de enero de 2022, se anunció que Kudo se uniría a Tegevajaro Miyazaki, de la J3 League.

## Selección nacional
El 23 de septiembre de 2010 fue convocado por la selección sub-21 de Japón para los Juegos Asiáticos de 2010 celebrados en Cantón, China.
El 23 de mayo de 2013 fue llamado por primera vez a la selección absoluta de Japón antes de un amistoso contra Bulgaria.

## Muerte
El 2 de octubre de 2022, Kudo se quejó de mala condición física fuera del horario de entrenamiento. Tras visitar una institución médica el día siguiente, le diagnosticaron hidrocefalia. Recibió intervención quirúrgica el día 11, pero su estado empeoró. Esas informaciones sólo fueron anunciadas el día 18.
Posteriormente, continuó el tratamiento, pero falleció en el hospital donde fue ingresado a las 14:50 (huso horario estándar de Japón) del 21 de octubre. Tenía 32 años de edad.

## Trayectoria

### Clubes
| Club                         | País      | Año       |
| ---------------------------- | --------- | --------- |
| Kashiwa Reysol               | Japón     | 2009-2015 |
| Vancouver Whitecaps          | Canadá    | 2016      |
| Sanfrecce Hiroshima          | Japón     | 2017-2020 |
| Renofa Yamaguchi FC (cedido) | Japón     | 2019      |
| Brisbane Roar F. C.          | Australia | 2020-2021 |
| Tegevajaro Miyazaki          | Japón     | 2022      |

### Selección nacional
| Selección | País  | Año  |
| --------- | ----- | ---- |
| Absoluta  | Japón | 2013 |

## Estadísticas

### Clubes
| Club | Div.          | Temporada     | Liga  | Liga  | Liga   | Copas nacionales(1) | Copas nacionales(1) | Copas nacionales(1) | Copas internacionales(2) | Copas internacionales(2) | Copas internacionales(2) | Total | Total | Total  | Media goleadora(3) |
| Club | Div.          | Temporada     | Part. | Goles | Asist. | Part.               | Goles               | Asist.              | Part.                    | Goles                    | Asist.                   | Part. | Goles | Asist. | Media goleadora(3) |
| --- | ------------- | ------------- | ----- | ----- | ------ | ------------------- | ------------------- | ------------------- | ------------------------ | ------------------------ | ------------------------ | ----- | ----- | ------ | ------------------ |
| Kashiwa Reysol Japón |               |               |       |       |        |                     |                     |                     |                          |                          |                          |       |       |        |                    |
| 1.ª | 2009          | 3             | 0     | 0     | 0      | 0                   | 0                   | —                   | —                        | —                        | 3                        | 0     | 0     | 0,00   |                    |
| 2.ª | 2010          | 27            | 10    | 7     | 0      | 0                   | 0                   | —                   | —                        | —                        | 27                       | 10    | 7     | 0,37   |                    |
| 1.ª | 2011          | 25            | 7     | 3     | 5      | 2                   | 0                   | 3                   | 1                        | 0                        | 33                       | 10    | 3     | 0,30   |                    |
| 1.ª | 2012          | 33            | 13    | 3     | 9      | 4                   | 0                   | 6                   | 0                        | 0                        | 48                       | 17    | 3     | 0,35   |                    |
| 1.ª | 2013          | 33            | 19    | 4     | 5      | 2                   | 0                   | 12                  | 6                        | 1                        | 50                       | 27    | 5     | 0,54   |                    |
| 1.ª | 2014          | 34            | 7     | 4     | 11     | 4                   | 1                   | 1                   | 0                        | 0                        | 46                       | 11    | 5     | 0,24   |                    |
| 1.ª | 2015          | 34            | 10    | 5     | 5      | 2                   | 0                   | 9                   | 4                        | 1                        | 48                       | 16    | 6     | 0,33   |                    |
| Total club | Total club    | 189           | 66    | 26    | 35     | 14                  | 1                   | 31                  | 11                       | 2                        | 255                      | 91    | 29    | 0,36   |                    |
| Vancouver Whitecaps · Canadá |               |               |       |       |        |                     |                     |                     |                          |                          |                          |       |       |        |                    |
| 1.ª | 2016          | 17            | 2     | 2     | —      | —                   | —                   | 2                   | 1                        | 0                        | 19                       | 3     | 2     | 0,16   |                    |
| Total club | Total club    | 17            | 2     | 2     | 0      | 0                   | 0                   | 2                   | 1                        | 0                        | 19                       | 3     | 2     | 0,16   |                    |
| Sanfrecce Hiroshima Japón |               |               |       |       |        |                     |                     |                     |                          |                          |                          |       |       |        |                    |
| 1.ª | 2017          | 12            | 1     | 0     | 7      | 4                   | 1                   | —                   | —                        | —                        | 19                       | 5     | 1     | 0,26   |                    |
| 1.ª | 2018          | 18            | 3     | 0     | 7      | 4                   | 1                   | —                   | —                        | —                        | 25                       | 7     | 1     | 0,28   |                    |
| Total club | Total club    | 30            | 4     | 0     | 14     | 8                   | 2                   | —                   | —                        | —                        | 44                       | 12    | 2     | 0,27   |                    |
| Renofa Yamaguchi Japón |               |               |       |       |        |                     |                     |                     |                          |                          |                          |       |       |        |                    |
| 2.ª | 2019          | 27            | 4     | 0     | 2      | 1                   | 1                   | —                   | —                        | —                        | 29                       | 5     | 1     | 0,17   |                    |
| Total club | Total club    | 27            | 4     | 0     | 2      | 1                   | 1                   | —                   | —                        | —                        | 29                       | 5     | 1     | 0,17   |                    |
| Brisbane Roar Australia |               |               |       |       |        |                     |                     |                     |                          |                          |                          |       |       |        |                    |
| 1.ª | 2020/21       | 14            | 1     | 0     | —      | —                   | —                   | —                   | —                        | —                        | 14                       | 1     | 0     | 0,07   |                    |
| Total club | Total club    | 14            | 1     | 0     | —      | —                   | —                   | —                   | —                        | —                        | 14                       | 1     | 0     | 0,07   |                    |
| Tegevajaro Miyazaki Japón |               |               |       |       |        |                     |                     |                     |                          |                          |                          |       |       |        |                    |
| 3.ª | 2022          | 21            | 3     | 0     | —      | —                   | —                   | —                   | —                        | —                        | 21                       | 3     | 0     | 0,14   |                    |
| Total club | Total club    | 21            | 3     | 0     | —      | —                   | —                   | —                   | —                        | —                        | 21                       | 3     | 0     | 0,14   |                    |
| Total carrera | Total carrera | Total carrera | 298   | 80    | 28     | 51                  | 23                  | 4                   | 33                       | 12                       | 2                        | 382   | 115   | 34     | 0,30               |
| (1) Incluye datos de Copa del Emperador (2009-2015, 2017-2019), Copa J. League (2009-2015, 2017-2019) y Supercopa de Japón (2012-2013). (2) Incluye datos de Liga de Campeones de la AFC (2012-2013, 2015), Copa Mundial de Clubes de la FIFA (2011), Copa Suruga Bank (2014) y Liga de Campeones de la Concacaf (2016). (3) No incluye goles en partidos amistosos. |               |               |       |       |        |                     |                     |                     |                          |                          |                          |       |       |        |                    |

### Goles en la Selección nacional
| No | Fecha                   | Sede                                     | Oponente  | Gol | Resultado | Competición                                |
| -- | ----------------------- | ---------------------------------------- | --------- | --- | --------- | ------------------------------------------ |
| 1. | 23 de julio de 2013     | Estadio Mundialista, Seúl, Corea del Sur | China     | 3–1 | 3–3       | Campeonato de Fútbol del Este de Asia 2013 |
| 2. | 6 de septiembre de 2013 | Estadio Nagai, Osaka, Japón              | Guatemala | 2–0 | 3–0       | Amistoso internacional                     |

## Palmarés

### Títulos nacionales
| Título             | Club           | País  | Año  |
| ------------------ | -------------- | ----- | ---- |
| J2 League          | Kashiwa Reysol | Japón | 2010 |
| J1 League          | Kashiwa Reysol | Japón | 2011 |
| Supercopa de Japón | Kashiwa Reysol | Japón | 2012 |
| Copa del Emperador | Kashiwa Reysol | Japón | 2012 |
| Copa J. League     | Kashiwa Reysol | Japón | 2013 |

### Títulos internacionales
| Título                                | Club (*)                  | Sede    | Año  |
| ------------------------------------- | ------------------------- | ------- | ---- |
| Juegos Asiáticos de 2010              | Selección sub-23 de Japón | Cantón  | 2010 |
| Campeonato de Fútbol del Este de Asia | Selección de Japón        | Seúl    | 2013 |
| Copa Suruga Bank                      | Kashiwa Reysol            | Kashiwa | 2014 |

(*) Incluyendo la selección.

### Distinciones individuales
| Distinción                                                     | Año  |
| -------------------------------------------------------------- | ---- |
| Máximo goleador del 32.º Campeonato de Fútbol Juvenil de Japón | 2008 |
| Mejor jugador de la Copa J. League                             | 2013 |
| Equipo de ensueño de la Liga de Campeones de la AFC            | 2013 |
| Premio al juego limpio de la J. League                         | 2014 |